# Sydslesvigdansk
Sydslesvigdansk oder Südschleswigdänisch ist eine vom Deutschen beeinflusste Varietät des Standarddänischen, die unter der dänischen Minderheit in Südschleswig verbreitet ist.

## Unterschiede zwischen Sydslesvigdansk und Standarddänisch
Die Unterschiede zwischen Sydslesvigdansk und dem üblichen Reichs- bzw. Standarddänischen sind vielfältig und liegen insbesondere im Bereich der Semantik; unter anderen sind es im Einzelnen:
- im Bereich der Segmentalphonologie: Verkürzung der 29 gesprochenen dänischen Vokale (13 langen, 16 kurzen) auf die 14 der deutschen Sprache (7 lange, 7 kurze), allerdings nicht einheitlich bei allen Sprechern des Sydslesvigdansk.
- im Bereich der Prosodie: Angleichung der Betonungen an die deutsche Sprache, wie beispielsweise eine vergleichsweise starke Betonung der im Reichsdänischen schwach betonten Silben oder das Weglassen des standarddänischen Stoßtones (Stød)
- im Bereich der Morphologie: unter anderem die Tempusangleichung ans Deutsche bei andauernden Handlungen (Präsens statt Perfekt)
- im Bereich der Syntax: unter anderem die Angleichung der Platzierungen von adverbialen Bestimmungen an die deutsche Sprache
- im Bereich der Semantik: unter anderem Übernahme und Lehnübersetzungen von Wörtern, Phrasen bis hin zu Redewendungen aus der deutschen und auch niederdeutschen Sprache, was teilweise dazu führt, dass im Standarddänisch vorhandene Begriffe eine Bedeutungsumwandlung erfuhren.

Das Südschleswigdänische resultiert aus der Bilingualität der Sprechergemeinschaft, im semantischen Bereich kann es daher für nicht-deutschkundige Dänen zum Teil (aufgrund einiger aus dem Deutschen übernommener Begriffe) unverständlich sein. Zu beachten ist jedoch, dass die Ausprägung des Südschleswigdänischen starke individuelle Unterschiede aufweist: Ist es bei einem Teil der Sprechergemeinschaft eine vom Deutschen zwar beeinflusste, aber doch sehr nahe dem dänischen Standard liegende Varietät, trägt es bei anderen Sprechern deutlicher Züge einer Kontaktsprache von Deutsch und Dänisch.

## Beispiele
Die angeführten Beispiele zeigen unterschiedliche Ausprägungen des Südschleswigdänischen, können aber nicht für das Südschleswigdänische generalisiert werden, da die ausgewählten Phrasen bei Weitem nicht bei allen dänischsprachigen Südschleswigern feststellbar sind, stattdessen sind sie individuell unterschiedlich.
| Sydslesvigdansk         | Standarddänisch             | Niederdeutsch                 | Standarddeutsch            |
| ----------------------- | --------------------------- | ----------------------------- | -------------------------- |
| Strømudfald             | strømafbrydelse, strømsvigt | Stroomutfall                  | Stromausfall               |
| Kogerecept              | madopskrift                 | Kaakrezept, Kockrezept        | Kochrezept                 |
| Bilen springer ikke an. | Bilen vil ikke starte.      | Dat Auto springt nich an.     | Das Auto springt nicht an. |
| Husmester               | pedel, gårdmand, vicevært   | Huusmeester                   | Hausmeister                |
| Vi trækker om.          | Vi flytter.                 | Wi treckt üm.                 | Wir ziehen um.             |
| betræffende             | pågældende                  | angahnd                       | betreffende                |
| Opklæber                | mærkat                      | Opklever                      | Aufkleber                  |
| Lære det udvendig!      | Lær det udenad!             | Lehr dat utwennig/butenkopps! | Lern das auswendig!        |
| Blomster går ind.       | Blomster går ud.            | De Blööm/Blomen gaht in.      | Die Blumen gehen ein.      |
| Dør til!                | Luk døren!                  | Döör to!                      | Tür zu!                    |
| Vi leger i dynerne.     | Vi leger i klitterne.       | Wi speelt in de Dünen.        | Wir spielen in den Dünen.  |
| Taskeregner             | lommeregner                 | Taschenrekner                 | Taschenrechner             |
| Borgersti               | fortorv                     | Börgerstieg, Footpadd         | Bürgersteig                |
| Regnskærm               | paraply                     | Regenscheerm, Paraplü         | Regenschirm                |
| At sove ind             | at falde i søvn             | inslapen                      | einschlafen                |
| også ikke               | heller ikke                 | ok nich                       | auch nicht                 |
| at pudse tænder         | at børste tænder            | Tään putzen                   | Zähne putzen               |
| at rejse sig sammen     | at tage sig sammen          | sik tosamenrieten             | sich zusammenreißen        |

Einzelne der übernommenen Begriffe wie isen (dänisch jern, niedersächsisch Isen, Iesen, deutsch Eisen) sind auch im Dänischen des angrenzenden südlichen Nordschleswigs bekannt.
Interessanterweise kommen viele dieser Kontaktgermanismen mit derselben Bedeutung auch in der dänischen Sprache des 18. und 19. Jahrhunderts vor, z. B. betræffende, udvendig und recept. Das Wort dyne, das kein Germanismus ist, gab es auch im älteren Dänisch mit der Bedeutung „Düne“ (vgl. heutiges Schwedisch: dyn). Im Südschleswigdänischen sind diese Wörter jedoch nicht von einer älteren dänischen Sprachstufe beibehalten, sondern wegen der alltäglichen Zweisprachigkeit aus dem Deutschen entliehen.

## Begriff
Das Südschleswigdänische wird zum Teil auch als Südschleswigsch bzw. Sydslesvigsk bezeichnet. Es muss sowohl vom dänischen Dialekt Sønderjysk (Südjütländisch oder Plattdänisch) als auch vom niederdeutschen Dialekt Schleswigsch abgegrenzt werden.
Sønderjysk war bis ins 19. Jahrhundert in großen Teilen Südschleswigs Volkssprache und wird heute noch in Grenznähe gesprochen. Dessen Variante wird in der dänischen Dialektologie als Mittelschleswigsch (mellemslesvigsk) bezeichnet.
Das Schleswigsche ist die in der schleswigschen Region gesprochene Variante des Niederdeutschen und verfügt über Substrateinwirkungen des Sønderjysk.
Das Südschleswigdänische hat sich dagegen vor allem aus dem Standarddänischen (rigsdansk) unter Beeinflussung durch die norddeutsche Umgangssprache entwickelt.

## Einstufung
Die exakte sprachwissenschaftliche Einstufung – wie beispielsweise als eigenständiger Dialekt oder als Varietät des Reichsdänischen, als Misch- oder Kontakt- bzw. Interferenzsprache – ist umstritten, wie auch die Frage, ob es sich um eine eigenständige Norm handelt, oder um ein eher uneinheitliches, nach der Situation wechselndes, mit mehreren oder wenigen „Sprachfehlern“ durchsetztes Reichsdänisch (vgl. Code-Switching). Darüber hinaus wird das Südschleswigdänische auch als Gruppensprache bzw. Soziolekt eingestuft, wobei anzumerken ist, dass Einstufungen hinsichtlich Dialekt und Soziolekt bzw. Form und Funktion einer Sprache einander nicht ausschließen müssen.

## Sprachgeschichte
Die Entstehung des Sydslesvigdansk ist als Ergebnis zweier Einflüsse zu werten. Zum einen trägt die Varietät Züge einer Kontaktsprache im Überschneidungsgebiet des Dänischen mit dem Hochdeutschen, Niederdeutschen und Nordfriesischen, zum anderen ist sie Resultat der Zwei- oder gar Dreisprachigkeit. Nahezu alle Angehörigen der dänischen Minderheit in Schleswig-Holstein sprechen Hochdeutsch auf Muttersprachenniveau, zu einem großen Teil zudem Plattdeutsch, zum Teil auch Nordfriesisch oder Sønderjysk. Als Alltagssprache wird von der überwiegenden Anzahl der dänischen Minderheit Hochdeutsch und/oder Niederdeutsch verwendet.
Auf dem Gebiet des ehemaligen Herzogtums Schleswig sind bis heute sowohl Hochdeutsch, Reichsdänisch (Standarddänisch), Sønderjysk (Plattdänisch), Niederdeutsch und Nordfriesisch (jeweils in zum Teil mehreren Dialekten) verbreitet. Während Sønderjysk, Niederdeutsch und Nordfriesisch bis in das 19. Jahrhundert als mündlich verwendete Volkssprachen verbreitet waren, setzte sich Hochdeutsch vor allem als Sprache der Oberschicht sowie als Verwaltungs- und Gerichtssprache und im Süden Schleswigs auch als Kirchensprache durch. Im Norden Schleswigs war dagegen Reichsdänisch Kirchen- und Schulsprache. Dänemark und Preußen führten ab Mitte des 19. Jahrhunderts jeweils eine restriktive Sprachpolitik zugunsten der jeweiligen Hochsprachen. So wurde mit Einführung der Regenburgschen Sprachreskripte 1851 Reichsdänisch in den mittleren Teilen Schleswigs (im heutigen Südschleswig) Schulsprache, nach dem Deutsch-Dänischen Krieg wurde entsprechend Hochdeutsch bis 1888 nahezu alleinige Schulsprache in Nordschleswig.
Umgangssprache in weiten Teilen Südschleswigs war noch bis zum Sprachwechsel im 19. Jahrhundert Sønderjysk (Plattdänisch), das sich in mehrere regionale Varianten wie das Angeldänische (Angeldansk) oder das Viöler Dänisch (Fjoldemål) einteilen ließ. Noch heute wird Sønderjysk in einigen Gemeinden unmittelbar südlich der Grenze und in Nordschleswig gesprochen – unabhängig vom nationalen Bekenntnis ihrer Sprecher.
Nach den Grenzveränderungen infolge des Deutsch-Dänischen Krieges 1864 und insbesondere der Volksabstimmung 1920 entwickelte sich in einem nun größtenteils deutschsprachigen Umfeld im Südteil Schleswigs die dänische Minderheit. Die Größe der dänischen Minderheit umfasste nach 1920 etwa 20.000 Menschen, schrumpfte jedoch zum Ende der NS-Zeit auf etwa 3.000–5.000 Personen zusammen. Nach dem Zweiten Weltkrieg wuchs die dänische Minderheit für kurze Zeit auf etwa 75.000 Personen an, von denen die Mehrzahl jedoch ausschließlich Hochdeutsch und zum Teil Niederdeutsch sprach. Entsprechend großen Einfluss hat bis heute das im Alltag dominierende Hochdeutsch zum Beispiel in Hinblick auf die Semantik, Satzstellung oder Prosodie des in Südschleswig gesprochenen Dänisch.
Eine direkte Beziehung des Sydslesvigdansk zum historisch in Südschleswig und heute noch in Nordschleswig gesprochenen Sønderjysk existiert nicht, anders als beim schleswigschen Niederdeutsch, das über Substrateinwirkungen des Sønderjysk verfügt. Beim Sydslesvigdansk handelt es sich vielmehr um eine von der (nord-)deutschen Umgebungssprache beeinflusste Varietät des Reichsdänischen.
Eine vergleichbare Sprachform besteht mit Nordschleswigdeutsch (Nordslesvigtysk) innerhalb der deutschen Minderheit im dänischen Nordschleswig.